# Sojus TMA-11
Sojus TMA-11 ist die Missionsbezeichnung für den Flug eines russischen Sojus-Raumschiffs zur Internationalen Raumstation (ISS). Im Rahmen des ISS-Programmes trägt der Flug die Bezeichnung ISS AF-15S. Es war der 15. Besuch eines Sojus-Raumschiffs bei der ISS und der 121. Flug im Sojusprogramm.

## Besatzung

### Startbesatzung
- Juri Iwanowitsch Malentschenko (4. Raumflug), Kommandant (Roskosmos/Russland)
- Peggy Whitson (2. Raumflug), Bordingenieurin (NASA/USA)
- Sheikh Muszaphar Shukor (1. Raumflug), Wissenschaftsraumfahrer (ANGKASA/ Malaysia)

### Ersatzmannschaft
- Salischan Schakirowitsch Scharipow, Kommandant (Roskosmos/Russland)
- Edward Fincke, Bordingenieur (NASA/USA)
- Faiz Khaleed, Wissenschaftsraumfahrer (ANGKASA/ Malaysia)

### Rückkehrbesatzung
- Juri Iwanowitsch Malentschenko (4. Raumflug), Kommandant (Roskosmos/Russland)
- Peggy Whitson (2. Raumflug), Bordingenieurin (NASA/USA)
- Yi So-yeon (1. Raumflug), Forschungskosmonautin (KARI/ Südkorea)

## Missionsüberblick
Diese Mission brachte am 10. Oktober 2007 die 16. Langzeitbesatzung zur Internationalen Raumstation und ersetzte das Raumschiff Sojus TMA-10 als Rettungsfahrzeug. Weiterhin gelangte bei dieser Mission mit Sheikh Muszaphar Shukor zum ersten Mal ein malaysischer Raumfahrer in den Weltraum.
Nach einem halben Jahr Arbeit im All kehrten ISS-Kommandantin Whitson und Bordingenieur Malentschenko am 19. April 2008 zusammen mit der ersten südkoreanischen Raumfahrerin Yi zur Erde zurück. Nach einer unplanmäßigen ballistischen Rückkehr mit Spitzenbelastung von 8,6-facher Erdbeschleunigung meldete Malentschenko über Satellitentelefon die wohlbehaltene Landung. Kurze Zeit später konnte die Kapsel etwa 420 km westlich des anvisierten Landeplatzes auf 50°31'N und 61°07'O geortet und geborgen werden. Während des Wiedereintritts war die Kommunikation über Funk zunächst stark gestört und brach dann ganz ab.
Beim Wiedereintritt traten laut Informationen der NASA Unregelmäßigkeiten beim Abtrennen des Antriebsmoduls auf. Auf Grund der Brandspuren an der Kapsel wurden Vermutungen geäußert, dass die Kapsel beim Wiedereintritt in die Atmosphäre zumindest zeitweise mit der Luke voran flog, so dass der Hitzeschild wirkungslos blieb. Schwere Brandschäden an der Antenne sind als Ursache für den Abbruch der Funkkommunikation beim Wiedereintritt zu sehen.
Probleme mit der Steuerung waren schon bei Sojus TMA-1 und Sojus TMA-10 aufgetreten und führten zu ballistischen Landungen. Bei TMA-1 wurde ein Gerätefehler, bei TMA-10 ein defektes Kabel sowie Probleme bei der Trennung von Lande- und Antriebsmodul als Fehlerursache ermittelt. Nach Angaben von Roskosmos war sowohl bei TMA-11 als auch bei TMA-10 die Orbitalsektion verspätet von der Raumkapsel abgetrennt worden, sodass die Landeautomatik in den Modus für eine ballistische Landung geschaltet hatte. Ursächlich hierfür sei ein Problem mit den Pyrobolzen gewesen. Um für Sojus TMA-12 einen problemlosen Wiedereintritt zu gewährleisten, wurde während eines mehrstündigen, außerplanmäßigen Weltraumausstiegs das Raumschiff inspiziert und einer der Bolzen demontiert.